# Sotol
Sotol is een bestuurslaag in het regentschap Pelalawan van de provincie Riau, Indonesië. Sotol telt 820 inwoners (volkstelling 2010).